# E.V.O
E.V.O – piąty album studyjny brazylijskiego zespołu Almah. Jest to pierwszy album z nowymi muzykami: Diogo Mafrą w roli gitarzysty oraz perkusistą Pedrem Tinellą.

## Lista utworów
1. Age of Aquarius
2. Speranza
3. The Brotherhood
4. Innocence
5. Higher
6. Infatuated
7. Pleased to Meet You
8. Final Warning
9. Indigo
10. Corporate War
11. Capital Punishment

## Twórcy
- Edu Falaschi – wokal, instrumenty klawiszowe, instrumenty perkusyjne, gitara akustyczna
- Marcelo Barbosa – gitara
- Diogo Mafra – gitara
- Raphael Dafras – bas
- Pedro Tinello – perkusja